# Нтчам
Нтчам (Basar, Basare, Basari, Bassar, Bassari, Ncam, Ncham, Tobote) — язык, который распространён среди народа бикамби (гурма), проживающего в ареалах Бангели, Битчабе, Димори, Кабу, Каланга на востоке префектуры Данкпен, а также Басар на западе центральной части региона Кара в Того, а также в ареалах Кпандай и Тантале в Гане. Около 2.200 человек также проживают в Камеруне.
У нтчам есть диалекты битаапуль, дипиитиль, нтаапум и чеемба. Кроме родного народ также использует конкомба, тем и французский языки, а также акаселем и конкомба в качестве второго языка.
| Алфавит нтчам | Алфавит нтчам | Алфавит нтчам | Алфавит нтчам | Алфавит нтчам | Алфавит нтчам | Алфавит нтчам | Алфавит нтчам | Алфавит нтчам | Алфавит нтчам | Алфавит нтчам | Алфавит нтчам | Алфавит нтчам | Алфавит нтчам | Алфавит нтчам | Алфавит нтчам | Алфавит нтчам | Алфавит нтчам | Алфавит нтчам | Алфавит нтчам | Алфавит нтчам | Алфавит нтчам | Алфавит нтчам | Алфавит нтчам | Алфавит нтчам | Алфавит нтчам | Алфавит нтчам |
| ------------- | ------------- | ------------- | ------------- | ------------- | ------------- | ------------- | ------------- | ------------- | ------------- | ------------- | ------------- | ------------- | ------------- | ------------- | ------------- | ------------- | ------------- | ------------- | ------------- | ------------- | ------------- | ------------- | ------------- | ------------- | ------------- | ------------- |
| A             | B             | Ch            | D             | Ee            | F             | G             | Gb            | I             | J             | K             | Kp            | L             | M             | N             | Ny            | Ŋ             | Ŋm            | Oo            | Ɔ             | P             | R             | S             | T             | U             | W             | Y             |
| a             | b             | ch            | d             | ee            | f             | g             | gb            | i             | j             | k             | Kp            | l             | m             | n             | ny            | ŋ             | ŋm            | oo            | ɔ             | p             | r             | s             | t             | u             | w             | y             |